# KOHJI UCHIUMI/JUNICHI YAMAMOTO JOINT CONCERT 1996.1.21 YOYOGI WHITE THEATER
『KOHJI UCHIUMI/JUNICHI YAMAMOTO JOINT CONCERT 1996.1.21 YOYOGI WHITE THEATER』は、内海光司・山本淳一のジョイントコンサートビデオ。
VHSは1996年4月発売。発売元はジャニーズファミリークラブ。

## 概要
光GENJI解散から約3ヶ月後に実施された内海光司と山本淳一のジョイントコンサートの模様を収録したビデオ作品。
2022年3月時点で未DVD化。

## 収録曲
1. Overture
2. メドレー
  1. 愛だけ…
  2. 星にまぎれてDance
  3. ジプシーカード
  4. 豹になれ
3. 0点チャンピオン - 山本淳一
4. 2 OUT FULLBASE - 内海光司
5. MAMA UDONGO〜まぶたの中に〜 - 山本淳一
6. 熱帯夜
7. 洋楽メドレー  - 内海光司
  1. Hello Mr.Monkey（英語: Hello Mr. Monkey）
  2. Jealousy In Love
8. メドレー
  1. Heart Of Gold
  2. Jive Into The Night
9. BABY PLEASE - 山本淳一
10. 一度だけ言うけど
11. 天使が天へ帰る日
12. Dream〜風に打たれて〜
13. 本気さBaby
14. And I love you